# 漢斯·戴爾特·蘇伊士
漢斯·戴爾特·蘇伊士（Hans-Dieter Sues，1956年1月13日—）是德国出生的美国古生物学家，是华盛顿史密森尼学会美国国立自然历史博物馆的高级科学家和脊椎动物古生物学馆长。漢斯·戴爾特·蘇伊士在世界各地的中生代大陆地层中发现了许多新的恐龙和其他已灭绝的陆生脊椎动物。
1998年，漢斯·戴爾特·蘇伊士当选为美國科學促進會院士。2003年，漢斯·戴爾特·蘇伊士当选为加拿大皇家學會院士。漢蘇斯龍屬就是以他的名字命名。